# Final Cut Studio
Final Cut Studio es un paquete de programas para la edición profesional de vídeo diseñado por Apple Inc. únicamente disponible para la plataforma macOS. Es un programa que se ha convertido en estándar y preferido por muchos productores, y actualmente es muy reconocido y popular. Es un sistema intuitivo. Con él se puede editar (además de vídeo) sonido, montajes, mezclas y demás para luego ser integradas al archivo de video final. La última versión desarrollada de Final Cut Studio es la 3. El sucesor de este paquete de aplicaciones es Final Cut X

## Historia
Final Cut Studio se introdujo en la “National Association of Broadcasters” en abril de 2005. Es el sucesor de “Production Suite”, y ha añadido nuevas versiones de todas las aplicaciones de Production Suite, así como un programa "nuevo", Soundtrack Pro, que es en realidad una nueva versión de “Soundtrack” anteriormente incluido con final Cut Pro. En enero de 2006, Final Cut Studio se convirtió en la única manera de comprar cualquiera de las aplicaciones principales individualmente. En marzo de 2006, Apple lanzó la versión binaria universal como Final Cut Studio 1.1.
Production Suite era una compilación de software de Apple utilizada para la edición de vídeo digital. Production Suite contenía Final Cut Pro HD, DVD Studio Pro 3 y Apple Motion. Fue lanzado en agosto de 2004, aunque sus aplicaciones de componentes fueron anunciados en National Association of Broadcasters desde abril de 2004.
En abril de 2005, Apple reemplazó Production Suite con Final Cut Studio, que incluye nuevas versiones de Final Cut Pro, DVD Studio Pro y Motion. Soundtrack Pro también se introdujo en la Suite.
Con la llegada de la versión “X” de su aplicación principal "Final Cut", la Suite Final Cut Studio dejó de venderse como tal, ya que sólo es posible comprar los software de la paquetería de manera individual y únicamente por la tienda en línea de Apple: App Store.

## Componentes
Final Cut Studio se compone de:
- Final Cut Pro Max: Es compatible con casi cualquier formato de video, desde DV o SD hasta HDV, XDCAM HD, DVCPRO HD y HD sin compresión, y ProRes 422. Cuenta con una línea del tiempo a donde se arrastran los videoclips para ser ensamblados y editados. La última versión desarrollada es la X. Permite editar los archivos sin modificarlos en el curso de la edición.

- Color: Es utilizado para mejorar la calidad y graduar el color de las películas, sea cual sea el formato. Es el nuevo programa de Final Cut Studio, así que la versión desarrollada es la 1.5.

- Soundtrack Pro: Edita y completa mezclas, graba y edita voces, añade efectos y exporta música. Soundtrack Pro fue diseñado para hacer esto posible en software Mac. La última versión lanzada es la 5.

- Compressor: Sirve para crear video de muy buena calidad, para luego poder ser exportado a dispositivos como otras Macs, iPods, Apple TV, Internet, etc. Permite codificar por lotes. La última versión lanzada es la 3.5.

- Motion: Ayuda en la creación de imágenes en 3D y 2D. Algunas personas dicen que con Motion se desarrolla la habilidad creativa. Es compatible con hardware como el lápiz óptico, que nos ayuda a exportar bases de gráficos para tranformarlos en 3D en computador. La versión actual disponible es la 5.

- Cinema Tools: Para las personas cuyo objetivo es el cine. Sirve para crear listas de cinta con códigos claves y temporales. Es un método de edición de video un poco más avanzado. La última versión desarrollada es la 4.

- DVD Studio Pro: La última versión lanzada es la 4.2.2, y como su nombre lo indica, ayuda en la creación de DVD profesionales.